# Houguan
Houguan (kinesiska: 吼管, ordagrant "tjutande/bölande guan") är ett främst i provinsen Guangdong spelat träblåsinstrument med dubbla rörblad. Houguan är en sydkinesisk utveckling av det klassiska instrumentet guanzi och har som detta en cylindrisk borrning. Kroppen är vanligen gjord av bambu (istället för av hårdträ som guanzi) och till den har fogats ett klockstycke av metall. Instrumentet användes fram till i början av 1900-talet främst av gatuförsäljare och -artister men har sedan dess funnit en plats inom kantonesisk opera och traditionell folkmusik.